# Elisabeth Wild
Elisabeth Wild (* 6. Februar 1922 in Wien; † vor oder am 12. Februar 2020 in Panajachel, Guatemala) war eine österreichisch-schweizerische Malerin, Collage- und Installationskünstlerin.

## Leben und Werk
Elisabeth Wild studierte Malerei an der Akademie der bildenden Künste Wien und flüchtete 1938 mit ihrer Familie vor dem Nationalsozialismus nach Argentinien. Sie vertiefte ihr Studium am Círculo de Bellas Artes de Buenos Aires. Um ihren Lebensunterhalt zu verdienen, entwarf sie Textildrucke. Sie heiratete den Textilunternehmer August Wild. Vivian Suter ist die gemeinsame Tochter. 1962 zog die Familie in die Schweiz, Elisabeth Wild führte ein Antiquitätengeschäft. Ab 1996 lebte und arbeitete sie in der Nähe ihrer Tochter und ihres Enkelsohns in Panajachel, Guatemala.
Wilds Malerei und Collagen stehen in der Tradition des Magischen Realismus und des Surrealismus. Ihre malerischen Themen waren vorwiegend Landschaften, Stillleben und Porträts. In den Collagen kreierte sie mit Schere und Leim neue Realitäten.

„Wilds Arbeit befasst sich vorrangig mit der unbelebten, gebauten, mineralischen Welt und kann als Sediment einer Ikonografie des cool chic verstanden werden. Adam Szymczyk“